# Carretera general 5
Die CG 5 (katalanisch carretera general) ist die kürzeste Hauptverbindungsstraße in Andorra. Die zweieinhalb Kilometer lange Straße wurde 2007 teilweise von der Sekundären Straße CS 410 (carreteras secundarias) zur Hauptstraße erhoben. Sie verbindet die CG 4 mit Arinsal und dem Coma Pedrosa.

## Galerie

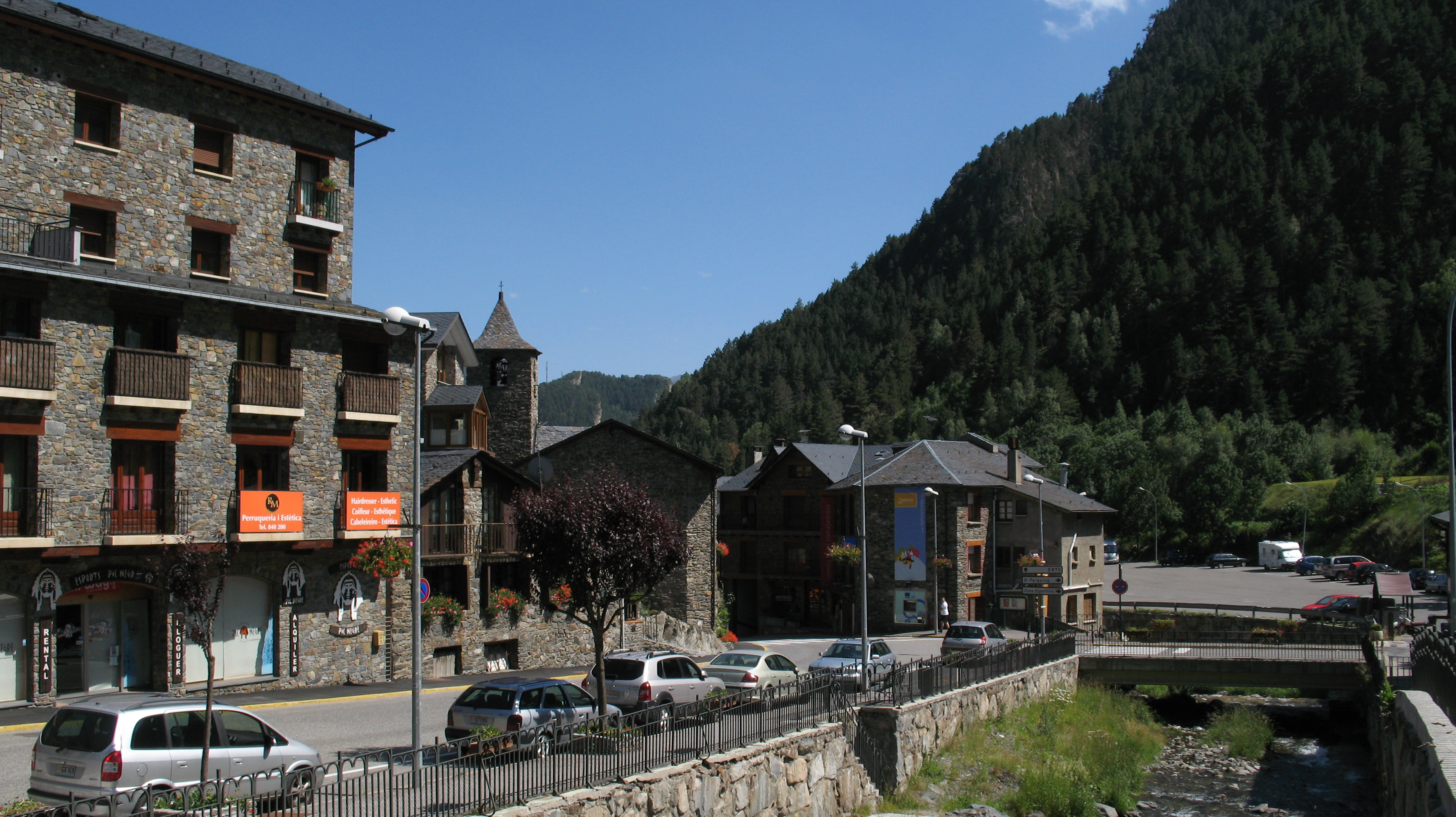
Die CG 5 in Arinsal